# أوليفر ماكس غاردنر
أوليفر ماكس غاردنر (بالإنجليزية: Oliver Max Gardner) هو سياسي أمريكي، ولد في 22 مارس 1882 في كارولاينا الشمالية في الولايات المتحدة، وتوفي في 6 فبراير 1947 في الولايات المتحدة. حزبياً، نشط في الحزب الديمقراطي.

## مناصب
- انتخب عضو مجلس ولاية كارولاينا الشمالية.
- انتخب حاكم كارولينا الشمالية [الإنجليزية]‏ (11 يناير 1929 – 5 يناير 1933).
- انتخب نائب حاكم شمال كارولينا [الإنجليزية]‏ (1917 – 1921).
- انتخب نائب وزير الخزانة الأمريكي [الإنجليزية]‏ (1946 – 1947).